# Federico Lunardi
Federico Lunardi (ur. 7 grudnia 1880 w Livorno, zm. 9 listopada 1954 w Asunción) – włoski duchowny rzymskokatolicki, arcybiskup tytularny, dyplomata papieski.

## Biografia
30 marca 1907 otrzymał święcenia prezbiteriatu.
16 listopada 1936 papież Pius XI mianował go nuncjuszem apostolskim w Boliwii oraz arcybiskupem tytularnym sidyjskim. 12 grudnia 1936 przyjął sakrę biskupią z rąk nuncjusza apostolskiego w Brazylii abpa Benedetto Aloisiego Maselli. Współkonsekratorami byli arcybiskup São Paulo Duarte Leopoldo e Silva oraz arcybiskup Mariany Helvécio Gomes de Oliveira SDB.
3 października 1938 został przeniesiony na urząd nuncjusza apostolskiego w Hondurasie. W tym kraju służył do grudnia 1947. Następnie został pracownikiem Sekretariatu Stanu.
8 lipca 1949 papież Pius XII mianował go nuncjuszem apostolskim w Paragwaju. Na tym stanowisku pracował do śmierci 9 listopada 1954.